# Himmelbjerget

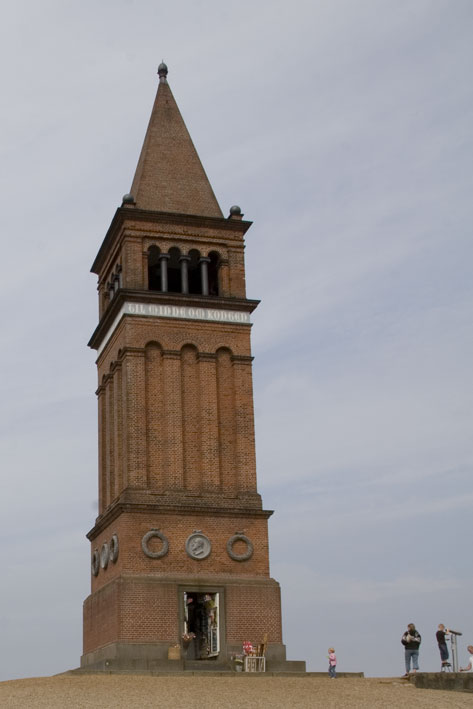
Tornet Himmelbjergtårnet.

Himmelbjerget är ett berg i Rye Nørreskov i Skanderborgs kommun på Jylland i Danmark. Det når 147 meter över havet. Namnet är känt sedan 1700-talet och användes bland annat i Erik Pontoppidan den yngres Den Danske Atlas (1763–81). Fram till 1847 trodde man att Himmelbjerget var Danmarks högsta punkt. Det finns turbåtar till Himmelbjerget både från Ry och Silkeborg.

## Himmelbjergtornet
På toppen av Himmelbjerget står ett 25 meter högt murat torn. Det restes till minne av kung Fredrik VII och som ett tack från danska folket för grundlagen 1849. Överst på tornet finns en fris som löper runt alla fyra sidorna och som har inskriften Til minde om kongen – Frederik d. 7. – det danske folks ven - Grundlovens giver ("Till minne av kungen - Frederik VII – det danska folkets vän – Grundlagens stiftare"). Tornet började uppföras 1874 och blev invigt den 6 juni 1875. En utsmyckning med kungens relief blev dock helt färdig först 1891.

## Minnesstenarna
Nära Himmelbjergets topp finns flera minnesstenar. De är resta till minne av Steen Steensen Blicher, Anton Frederik Tscherning, Leopold Budde och Vilhelm Beck. Dessutom finns en sten av Elias Ølsgaard, rest till minne av införandet av kvinnlig rösträtt 1915.